# Pseudomyrmex niger
Pseudomyrmex niger é uma espécie de formiga do género Pseudomyrmex, subfamilia Pseudomyrmecinae.

## História
Esta espécie foi descrita cientificamente por Donisthorpe em 1940.